# Dmytro Hraczow
Dmytro Olegowycz Hraczow (ukr. Дмитро Олегович Грачов, ur. 5 grudnia 1983 we Lwowie) – ukraiński łucznik sportowy. Brązowy medalista olimpijski z Aten.
Treningi rozpoczął w 1996, starty międzynarodowe w 2004. Brał udział w dwóch igrzyskach olimpijskich (IO 04, IO 12). Po medal w 2004 sięgnął w konkurencji drużynowej. Reprezentację Ukrainy w łucznictwie tworzyli ponadto Wiktor Ruban i Ołeksandr Serdiuk. W drużynie był brązowym medalistą mistrzostw Europy w 2012.